# La valigia
La valigia (트렁크?, TeureongkeuLR; lett. "Trunk") è una serie televisiva sudcoreana distribuita da Netflix il 29 novembre 2024, basata sull'omonimo romanzo di Kim Ryeo-ryeong.

## Trama
Noh In-ji, un'impiegata della NM (New Marriage), si sente profondamente sola nonostante viva con un marito a contratto, Han Jeong-won, che l'ha sposata in un ironico tentativo di salvare il suo precedente matrimonio. Le loro vite vengono sconvolte quando una misteriosa valigia rinvenuta da un lago li trascina in un vortice di eventi che coinvolgono il servizio di matchmaking.

## Personaggi e interpreti
- Noh In-ji, interpretata da Seo Hyun-jin
- Han Jeong-won, interpretato da Gong Yoo